# Amphiesma vibakari
Amphiesma vibakari là một loài rắn trong họ Colubridae. Loài này được Boie mô tả khoa học đầu tiên năm 1826.

## Hình ảnh

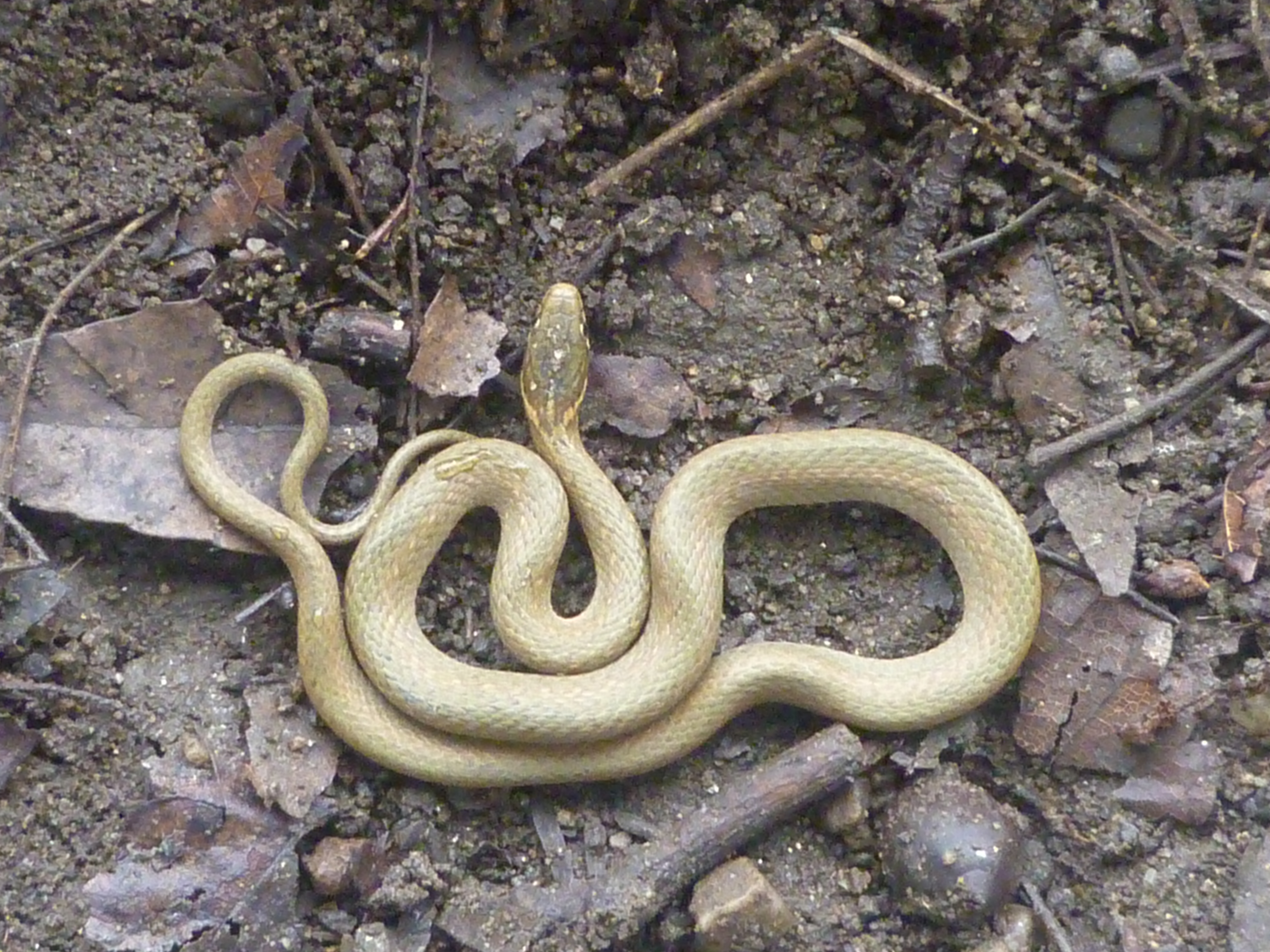
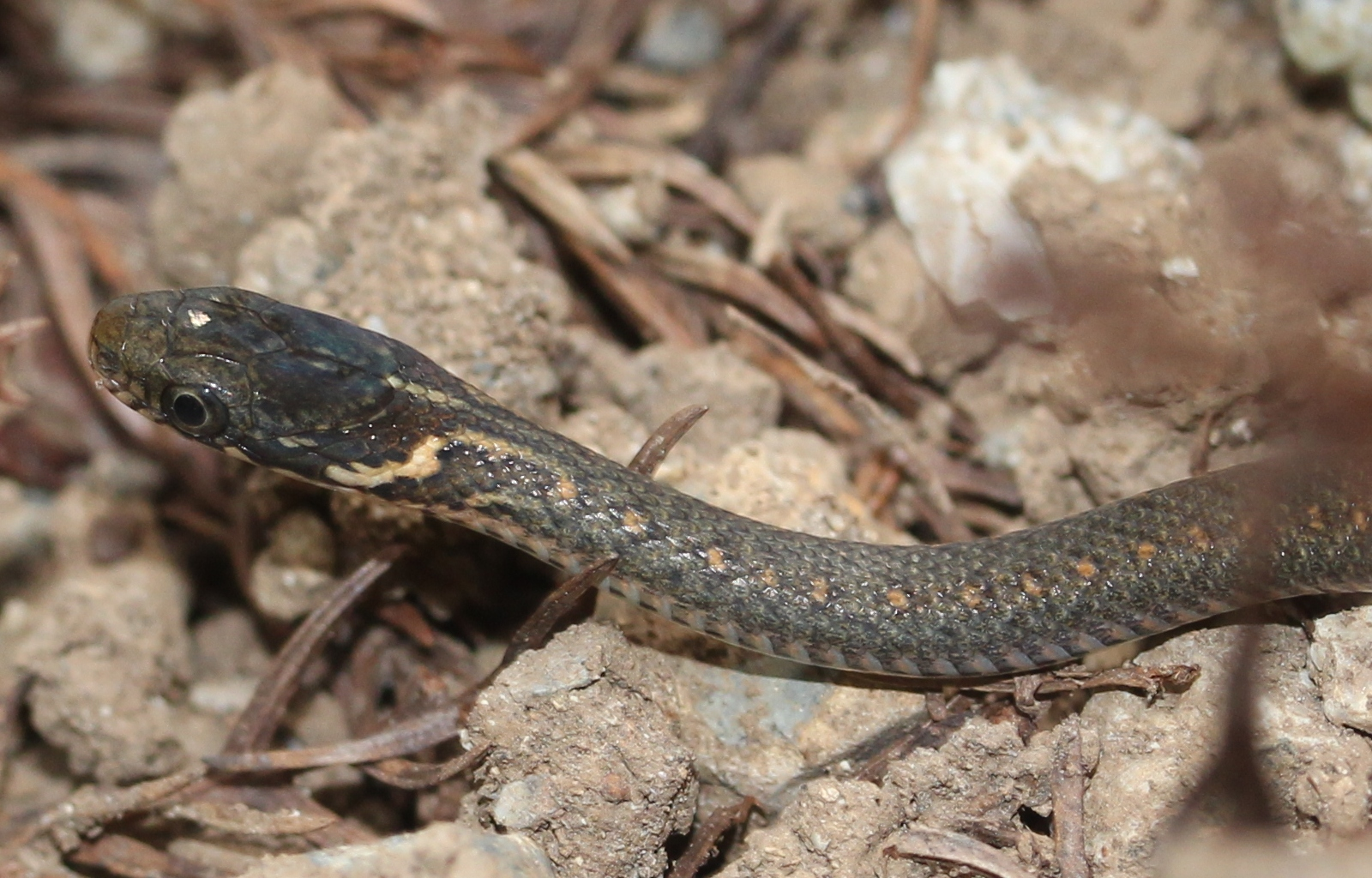